# Oswaldo Luiz Ramos
Oswaldo Luiz Ramos (São Paulo, 17 de maio de 1928 – 30 de maio de 1999) foi um médico brasileiro.
Graduado em medicina pela Escola Paulista de Medicina em 1951. Obteve um mestrado na Universidade McGill, Montreal, Canadá em 1955. Foi Research Fellow do Departamento de Medicina da Universidade Columbia, Nova Iorque, em 1959. Livre Docente em Clínica Médica pela Escola Paulista de Medicina em 1961. Foi eleito membro da Academia Nacional de Medicina em 1994, sucedendo Ruy João Marques na Cadeira 12, que tem Pedro de Almeida Magalhães como patrono.

## Biografia
Oswaldo Luiz Ramos nasceu em 17 de maio de 1928 na cidade de São Paulo. Filho de Jairo de Almeida Ramos, graduou-se pela Escola Paulista de Medicina (Unifesp) em 1951. Conquistou o título de Master of Science pela Mc Gill University, Montreal, Canadá (1955) e foi Research Fellow do Departamento de Medicina da Columbia University, Nova York (1959). Livre Docente em Clínica Médica pela Escola Paulista de Medicina em 1961, foi professor titular de nefrologia na mesma instituição. 

Foi presidente da Sociedade Brasileira de Nefrologia  entre os anos de 1968-1970 e ajudou na fundação da Sociedade Brasileira de Hipertensão, presidindo-a entre 1995 e 1996. Colaborou, junto com docentes do Departamento de Nefrologia da Universidade Federal de São Paulo, com a criação do Instituto Paulista de Estudos e Pesquisas em Nefrologia e Hipertensão (1983). Anos mais tarde, em 1994, foi transformada em Fundação Oswaldo Ramos (em sua homenagem). Em 1998 a Fundação criou o Hospital do Rim e Hipertensão, o maior centro de transplantes renais do mundo.